# Lachapelle-Saint-Pierre
Lachapelle-Saint-Pierre település Franciaországban, Oise megyében. Lakosainak száma 830 fő (2022. január 1.). Lachapelle-Saint-Pierre Cauvigny, Dieudonné, Novillers és Ully-Saint-Georges községekkel határos.

## Népesség
A település népességének változása:
| Lakosok száma | 893  | 911  | 941  | 919  | 893  | 870  | 846  | 836  | 830  |
|               | 2013 | 2015 | 2016 | 2017 | 2018 | 2019 | 2020 | 2021 | 2022 |